# Синкевич, Ян Петрович
Ян Петрович Синкевич (24 апреля 1901, д. Берчуны, Ковенская губерния, Российская империя — 18 июня 1970, Горький, РСФСР, СССР) — советский военачальник, генерал-майор (28.04.1943 — 26.02.1945).

## Биография
Родился 24 апреля 1901 года в деревне Берчуны, ныне деревня Берчунай в Салакском старостве Зарасайского района, Литвы. Литовец.
До службы в армии Синкевич работал учеником слесаря на Путиловской верфи в Петрограде, с декабря 1916 года — на машиностроительном заводе «Артур-Каппель».

### Гражданская война
1 марта 1918 года добровольно вступил в РККА и был направлен красноармейцем в отряд Федорова. Отряд участвовал в боях с польскими легионерами на Западном фронте. В декабре Синкевич командирован на учёбу на 2-е Петроградские советские артиллерийские командные курсы. В составе роты артиллеристов Петроградской курсантской бригады сражался с войсками генерала Н. Н. Юденича на ямбургском направлении. По окончании обучения в марте 1920 года был назначен командиром взвода запасного артиллерийского дивизиона при Управлении формирований Западного фронта в городе Смоленск. Через месяц переведён на ту же должность в 1-ю отдельную конную батарею 15-й кавалерийской дивизии 3-го конного корпуса. Батарея участвовала в боях с белополяками в направлении Глубокое, Даниловичи, Полоцк, Вильно, Гродно, Ломжа и при отступлении на Полоцк. После расформирования дивизии и корпуса в сентябре 1920 года Синкевич назначен командиром взвода 4-й батареи отдельного конно-артиллерийского дивизиона 14-й кавалерийской дивизии 1-й Конной армии. Воевал с ней на Западном фронте с поляками под Замостьем, а с октября — на Южном фронте против войск генерала П. Н. Врангеля в Северной Таврии, затем участвовал в ликвидации бандитизма на Украине. Член РКП(б) с 1920 года.

### Межвоенные годы
После войны Синкевич продолжал служить в 14-м отдельном конно-артиллерийском дивизионе 14-й кавалерийской дивизии в городе Майкоп зав. разведкой дивизиона, пом. командира и командиром батареи, адъютантом дивизиона. С передислокацией дивизии в 1924 году в город Тамбов и переименованием её в 10-ю Майкопскую кавалерийскую дивизию продолжал службу врид командира батареи, зав. разведкой дивизиона, командиром взвода, казначеем-квартирмейстером, командиром батареи. В 1928 году сдал экстерном испытание за артиллерийскую школу в Москве. С сентября 1929 года был командиром батареи и врид командира 40-го отдельного конноартиллерийского дивизиона, в мае — июле 1930 году временно командовал эскадроном в 55-м кавалерийском полку этой же дивизии.
С ноября 1930 года по июнь 1931 года находился на кавалерийские КУКС РККА в городе Новочеркасск, по окончании которых служил помощником командира и врид командира 3-го отдельного территориального артиллерийского дивизиона 3-го отдельного территориального стрелкового полка в городе Скопин. С марта 1935 года исполнял должность начальника 4-й части штаба и командира разведывательного дивизиона 4-го отдельного стрелкового полка в городе Киров.
С октября 1936 года по февраль 1937 года прошёл переподготовку на автобронетанковых КУКС РККА в Ленинграде, затем был назначен начальником 1-й части и заместителем начальника штаба 7-й мотоброневой бригады 57-го особого корпуса. С 6 августа 1937 года по май 1938 года с бригадой находился в особой командировке в МНР. Указом ПВС СССР от 22 февраля 1938 г. был награждён орденом Красной Звезды.
По возвращении из командировки в августе 1937 года назначен помощником командира по строевой части 98-го артиллерийского полка 98-й стрелковой дивизии в городе Уфа. В августе 1939 года переведён начальником артиллерии 125-й стрелковой дивизии, дислоцировавшейся в городе Киров. Летом 1940 года дивизия передислоцирована в Прибалтику, где вошла в состав сформированного ПрибОВО. Накануне войны она находилась в составе 11-го стрелкового корпуса 8-й армии и дислоцировалась в городе Таураге (Литва).

### Великая Отечественная война
С началом войны дивизия в составе Северо-Западного фронта принимала участие в приграничном сражении в Прибалтике. Её части под ударами превосходящих сил противника вынуждены были отходить от Таураге на Скаудвиле. По выходе в этот район утром 23 июня 1941 года она получила приказ совместно с 23-й танковой дивизией перейти в контратаку, однако противник к этому времени решительными действиями сорвал выдвижение танковой дивизии, и эта контратака не состоялась. В последующем остатки дивизии в условиях окружения пробивались к реке Западная Двина через Радвилишкис. К 30 июня они вышли к реке в районе Рембаты, но и на этом рубеже удержаться не смогли и вынуждены были отходить на Тарту. К 9 июля дивизия заняла оборону на левом берегу реки Эмма-Йыги от озера Выртс-Ярв до озера Псковское и держала её в течение 14 дней. В июле — августе её части вели бои в окружении в районе населённого пункта Тудалина. После выхода из окружения дивизия отошла в район город Ораниенбаум, где и заняла оборону. В августе — сентябре подполковник Синкевич временно командовал 125-й стрелковой дивизией, затем исполнял в ней должность начальника штаба. 18 сентября дивизия была переброшена под Ленинград и в составе 55-й армии Ленинградского фронта приняла участие в Синявинской наступательной операции, в ходе которой вела бои по прорыву сильно укреплённой обороны противника в направлении населённых пунктов Яж-Ижора, Красный Бор, Путролово. В последующем её части в составе 55-й и 42-й армии находились в обороне в районе Пулковских высот под Ленинградом.
С 7 мая 1942 года полковник Синкевич был назначен командиром 43-й стрелковой дивизией, части которой оборонялись в полосе от Октябрьской ж. д. до реки Нарва. С 10 по 25 февраля 1943 года дивизия под его командованием в составе 55-й армии отличилась в Красноборско-Смердынской операции, в ходе которой совместно с 63-й гвардейской стрелковой дивизией овладела Красным Бором и нанесла поражение 250-й пехотной дивизии противника. С 25 апреля она вошла в состав 67-й армии и передислоцировалась в район озера Большое. В июле её части вели бои по овладению южными скатами Синявинских высот. В конце сентября была выведена из боёв во второй эшелон армии и сосредоточена в районе Марьино, Шлиссельбург. С 23 по 27 декабря 1943 года дивизия на судах КБФ была переброшена на Ораниенбаумский плацдарм в состав 2-й ударной армии и в январе 1944 года принимала участие в Красносельско-Ропшинской наступательной операции, в боях по овладению г. Ропша. 20 января «за невыполнение дивизией боевой задачи… и понесенные потери» генерал-майор Я. П. Синкевич был отстранён от командования с преданием суду военного трибунала, после которого состоял в распоряжении Военного совета Ленинградского фронта, затем Ставки ВГК.
В конце июня 1944 года генерал-майор Синкевич направляется в распоряжение Военного совета Карельского фронта и с 10 июля был допущен к исполнению должности командира 367-й стрелковой дивизии 26-й армии.
9 августа 1944 года переводится на должность командира 50-й запасной стрелковой Литовской дивизии БВО. В декабре был освобождён от командования и зачислен в распоряжение ГУК НКО. Приговором Военной коллегии Верховного Суда СССР от 15 февраля 1945 года осуждён по ст. 193.17, п. «а» УК РСФСР на 5 лет ИТЛ без поражения в правах (условно). Приказом НКО от 26.2.1945 лишён воинского звания генерал-майор с присвоением воинского звания полковник.
17 марта 1945 года назначен заместителем командира 27-й стрелковой дивизии, а с 30 марта 1945 года допущен к командованию 205-й стрелковой дивизии В составе 19-й армии 2-го Белорусского фронта участвовал с ней в Восточно-Померанской наступательной операции, в разгроме померанской группировки противника.

### Послевоенное время
С июля 1945 года полковник Синкевич состоял в распоряжении Военного совета СГВ, затем ГУК НКО.
В ноябре направлен в Горьковский ВО на должность старшего преподавателя тактического цикла военной кафедры Горьковского медицинского института. 28 апреля 1947 года уволен в запас.

## Награды
- орден Ленина (10.11.1945)[3]
- два ордена Красного Знамени (26.05.1943[4], 03.11.1944[3])
- орден Красной Звезды (22.02.1938)[2]

медали в том числе:
- - «XX лет Рабоче-Крестьянской Красной Армии» (1938);
  - «За оборону Ленинграда» (01.06.1943)[5];
  - «За оборону Советского Заполярья»;
  - «За победу над Германией в Великой Отечественной войне 1941—1945 гг.»

Приказы (благодарности) Верховного Главнокомандующего в которых отмечен Я. П. Синкевич.
- За овладение штурмом городом Гдыня — важной военно-морской базой и крупным портом на Балтийском море. 28 марта 1945 года. № 313.